# Fekete Gyula (zeneszerző)
Fekete Gyula (Kalocsa, 1962. augusztus 28. –) Bartók–Pásztory- és Erkel-díjas zeneszerző, a Liszt Ferenc Zeneművészeti Egyetem tudományos és nemzetközi rektorhelyettese, illetve a zeneszerzés tanszék vezetője. Több európai és tengerentúli zeneművészeti egyetemnek is vendég előadója. A Mini Fesztivál művészeti vezetője. Számos vokális és hangszeres mű, színházi előadás zeneszerzője. A Magyar Zeneművészeti Társaság elnöke.

## Élete
Szülei zongorázni taníttatták. 1969-ben beíratták a kalocsai Állami Zeneiskolába, ahol zongoristának javasolták, így 1976-tól a győri Zeneművészeti Szakközépiskolában tanult tovább. Ott Draskóczy László növendéke lett, aki a zeneszerzés szak felé irányította. 1981-ben felvették a Liszt Ferenc Zeneművészeti Egyetemre, Bozay Attila zeneszerzés osztálya mellett a zeneelmélet-karvezetés szakra is. 1989-ben diplomázott. 
Zeneszerzésre Bozay Attila, Petrovics Emil, Vajda János, M. William Karlins (16 éven át), Stephen Syverud, Jay Alan Yim, Patricia Morehead, Robert Lombardo, zongorára pedig Tóth József, Oláh Margit és Nagy Gábor tanították. 8 éven át járt ének (basszus) magánórákra is, tanárai Kaposy Margit és Pauk Anna voltak. 
„Szabad dallamokat formál”, „énekel a hangszereken is” – fogalmazott róla Hollós Máté 1990-ben. 1981–1989 között Dobra János hívására tagja volt a Tomkins Énekegyüttesnek. 1985–1989 között a Magyar Rádió Szórakoztató Zenei osztályán, majd a Danubius Rádió zenei munkatársaként is dolgozott. 1982-ben ösztöndíjasként volt a darmstadti nyári zenei kurzuson.
1991–1993-ban posztgraduális képzés keretében a chicagoi Roosevelt Egyetem zenei fakultásán megszerezte a mester fokozatot. 1995–1996-ban a Fulbright-program ösztöndíjasa volt. 1996-ban doktori címet szerzett a Northwestern Egyetemen (Illinois, Evanston). Disszertációjának címe: John Corigliano és William M. Hoffman: "Versailles szellemei" című operájának elemzése (An analysis of the opera "The Ghosts of Versailles" by John Corigliano and William M. Hoffman).
Tanított a budapesti Bartók Béla Zeneművészeti Szakközépiskolában és Illinoisban, az Amerikai Egyesült Államokban a Northwestern magánegyetemen is. 1997 óta tanára a Liszt Ferenc Zeneművészeti Egyetemnek, ahol hangszerelést, zeneszerzést, és prozódiát oktat. 2002–2003-ban Ausztriában a semmeringi Bécs-Prága-Budapest Nyári Zenei Akadémiának volt vendégprofesszora. A 2000-es években a Színház- és Filmművészeti Egyetem óraadó tanáraként tanította – főként filmeseknek – a zene tárgyat. Az itt tapasztaltak segítették ahhoz, hogy 2011-ben a fiatal zeneszerzők számára Taller Zsófiával közösen elindítsa az alkalmazott zeneszerzés szakirányt és összekösse a komponistákat a film és a színház világával. 2012 óta tanszékvezető a zeneszerzés szakon, az évtized közepétől pedig az egyetem tudományos és nemzetközi rektorhelyettese.
A fiatal zeneszerző-nemzedékek mentorálása mellett termékeny szerző is. Számos vokális és hangszeres mű, színházi kísérőzenék és operák is fémjelzik munkásságát. 1988-ban az Omaggio a Maria Callas című műve felcsendült a brüsszeli elektronikus zenei biennálén. Komponált többek között a Magyar Állami Operaház, a Weiner–Szász Kamaraszimfonikusok, a Chicago Pro Musica és a Music Group of Philadelphia (Elegia, in Memoriam Hannah Senesh, 1996) felkérésére is. 
Pulsus című, ütőhangszeres szólistára írt művét 1986-ban vették fel a Hungaroton SLPX 12946-os számú lemezére. Első szerzői CD-jét is a Hungaroton adta ki 2001-ben. 1988-ban a WDR rádió készített felvételt a Kamara kantáta című művéről. 1994-ben a Chicagói Szimfonikus Zenekar zenei komplexumának kamaratermében (Orchestra Hall) a Chicago Pro Musica koncertjén előadta a Morocco című kamaradarabját. 1996-ban a Transylvania Kamarazenekar előadásában hangzott el a Fehér Etüd a Zeneakadémián. 1999-ben Bozay Attila operájának, Az öt utolsó szín harmadik felvonásának hangszerelését készítette el. 2001-ben a debreceni Bartók Béla Nemzetközi Kórusverseny kórusmű írását rendelte meg tőle. Ugyanebben az évben tartotta szerzői estjét a Műcsarnok Őzsi Fesztivál programjában.
1996-ban Római láz című operája a Merlin Színházban került teljes előadása, 2002-ben pedig Marton Éva Rómában és a Ravello Fesztiválon is elénekelte. Angol nyelvű bemutatója 2003-ban Chicagoban volt. Az 1999-ben, Eörsi István azonos című drámája alapján írt operája, A megmentett város 2000-ben a Magyarország államalapításának ezeréves ünnepségére kiírt operapályázaton az egyfelvonásos kategória győztese volt. A művet a Magyar Állami Operaházban 2002-ben mutatták be Halász Péter rendezésében. A Liszt-bicentenáriumra Excelsior! című operáját pedig 2011-ben, a Budapesti Fesztivál Kht. és a Magyar Állami Operaház felkérésére komponálta, amit a Budapesti Tavaszi Fesztiválon, a Thália Színházban, Gothár Péter rendezésében mutattak be, akivel számos közös munkát létrehoztak filmen is, de leginkább színházban.
1998 óta elnökségi tagja a Magyar Zeneszerzők Egyesületének. A 2010-es évek második felétől a Magyar Zeneművészeti Társaság elnöke. 2015 óta művészeti vezetője a társaság kortárs zenei hangversenysorozatának, a Mini Fesztiválnak.

## Művei

### Elektroakusztikus zenék
| Műcím                  | bemutató |
| ---------------------- | -------- |
| mARTon                 | 1994     |
| Omaggio a Maria Callas | 1985     |
|                        |          |

### Kamaradarabok
| Műcím                                   | bemutató | egyéb információ                                       |
| --------------------------------------- | -------- | ------------------------------------------------------ |
| 1. vonósnégyes                          | 2002     |                                                        |
| Celebration Cube                        | 2008     | fuvola, oboa, brácsa, zongora                          |
| Chartreuse                              | 2001     |                                                        |
| Divertissimo                            | 2016     | 4 fagott                                               |
| Duo                                     | 2020     | brácsa-nagybőgő                                        |
| Ixion                                   | 2004     | 2 klarinét, fagott                                     |
| Karácsonyi kvartett                     | 2004     | 4 harsona                                              |
| Két epigramma                           | 2005     | szaxofon, zongora                                      |
| Legenda                                 | 2018     | klarinét kvintet                                       |
| Oíagros                                 | 2004     | 4 klarinétra                                           |
| Orion                                   | 2012     | fuvola, klarinét, vonós trió, zongora                  |
| Quartet for two violas and violoncellos | 2015     |                                                        |
| Serenade                                | 2018     | hegedű, zongora                                        |
| Suite                                   | 2018     | trombita, zongora                                      |
| Szonáta                                 | 2017     | cselló, zongora                                        |
| Szonáta                                 | 2004     | fuvola, zongora                                        |
| Szonáta nagybőgőre és zongorára         | 2021     |                                                        |
| Trains as scheduled                     | 2010     | 12 szaxofon                                            |
| A dunai cigány                          | 2015     | brácsa, zongora                                        |
| Albumblatt fúvósötös                    | 1995     |                                                        |
| All´ Ongherese                          | 2011     | klarinét, cimbalom                                     |
| Chartreuse                              | 2001     | klarinét, fagott, kürt, harsona, marimba, hegedű, bőgő |
| Csárdás                                 | 2001     | klarinét, zongora                                      |
| Divertimento Celebration C-U-B-E        | 2008     |                                                        |
| Duo antico                              | 2016     |                                                        |
| Elfelejtett keringő                     | 1997     | kürt-kvartettre                                        |
| Kalocsai lányok                         | 1990     | fagott, zongora                                        |
| Karácsonyi kvartett                     | 2004     |                                                        |
| Képeskönyv                              | 2020     | nagybőgő, zongora                                      |
| Két epigramma                           | 2003     |                                                        |
| Moment Novelette                        | 2002     | két zongorára                                          |
| Morocco                                 | 1994     | klarinét, fagott, kürt, hegedű, bőgő                   |
| Nincs szebb madár                       | 1986     | 4 klarinétra és 4 fagottra                             |
| Novellette                              | 2020     | cselló, zongora                                        |
| Pamut                                   | 2011     | kürt, cselló és zongora                                |
| Pink Cadillac                           | 2000     |                                                        |
| Preludio                                | 2000     | kürtre és zongorára                                    |
| Pyramus és Thisbe                       | 2015     | szaxofon, hárfa                                        |
| Romance                                 | 1983     | rézfúvós-kvartettre                                    |
| Sinfonia all’ungherese                  | 2011     | fuvola, csembaló                                       |
| Szaxofon Quartet                        | 1993     |                                                        |
| Széki Ötös                              | 2013     |                                                        |
| Szent Katalin könnyei                   | 2020     | oboa, zongora                                          |
| Szonáta                                 | 2004     |                                                        |
| Szonáta                                 | 1992     | hegedűre és zongorára                                  |
| Trió                                    | 2019     | hegedű, cselló zongora                                 |
| Trió                                    | 2009     | harsona, tuba, zongora                                 |
|                                         |          |                                                        |

### Vokális művek
| Műcím                                                                                     | bemutató | egyéb információ                                                  |
| ----------------------------------------------------------------------------------------- | -------- | ----------------------------------------------------------------- |
| 131. zsoltár                                                                              |          |                                                                   |
| 148. zsoltár                                                                              | 1997     | orgona, bariton                                                   |
| 2 Térey-dal (A Lipótvárosi Teher, A gyönyörű gyár a Budapesti Őszi Fesztivál felkérésére) | 2006     | baritone szóló, vonósnégyes – szólóhang(ok)ra és kamaraegyüttesre |
| 3 dal Czóbel Minka verseire                                                               | 2019     |                                                                   |
| 3 dal Csokonai Vitéz Mihály verseire                                                      | 2017     |                                                                   |
| 3 kórus Sárközi György verseire                                                           | 2015     | vegyeskar                                                         |
| 3 Petőfi-dal                                                                              | 2002     | szoprán szóló, zongora                                            |
| 3 szép pillangó, Pósa Lajos versére                                                       | 2014     | gyermekkar                                                        |
| Alkonyatkalóz, Konrád Áron verseire                                                       | 2003     | mezzo-szoprán, klarinét                                           |
| Altató és Ébresztő                                                                        |          | mezzo-szoprán énekhangra és zongorára                             |
| Arany Lacinak                                                                             | 2021     | gyermekkar                                                        |
| A csemegepultos dalai (Gerlóczy Márton szövegeire)                                        | 2011     | tenor, zongora                                                    |
| A négy miniatűr évszak                                                                    | 1990     | zongora, szoprán                                                  |
| A teve fohásza                                                                            | 2013     | gyermekkar                                                        |
| A trónfosztott királynő                                                                   | 2016     | Rakovszky Zsuzsa versére                                          |
| Bú kél velem (Kölcsey Ferenc verseire)                                                    | 2001     | vegyeskarra                                                       |
| Éjféli könyörgés                                                                          | 2013     | vegyeskarra                                                       |
| Elasztikus dalok                                                                          | 2004     | Nagy Gabriella verseire, tenor szóló, zongora                     |
| Elmegyek innét koncertária Rakovszky Zsuzsa versére                                       | 2017     | szoprán, zenekar                                                  |
| Elsötétült a világ, Sárközi György versére                                                | 2021     | vegyeskarra                                                       |
| Ez állati...!, Varró Dániel verseire                                                      | 2003     | gyerek kórus                                                      |
| Fehér etűd Pálinkás István soraira                                                        | 1996     | vonós zenekar, mezzoszoprán                                       |
| Három Gilder dal                                                                          | 1994     | mezzoszopránra és gitárra                                         |
| Három Kukorelly-dal                                                                       | 2000     | hegedű, fagott, alt                                               |
| Három sanzon, Francoise Villon verseire                                                   | 1986     | zongora, basszus                                                  |
| Három Sohonyai-dal                                                                        | 2021     | tenor-zongora                                                     |
| Hiador-dalok                                                                              | 2001     | zongora, szoprán                                                  |
| Kabaré dalok Karafiáth Orsolya verseire                                                   | 2004     | zongora, szoprán                                                  |
| Kalocsai népdalszvit                                                                      | 2019     | vegyeskarra                                                       |
| Kamarakantáta                                                                             | 1987     | zongora, kamarakórus, tenor                                       |
| Kécskei kecske, Móra Ferenc versére                                                       | 2012     | vegyeskar                                                         |
| Két dal Romhányi Ágnes verseire                                                           | 2022     | mezzo-szoprán, zongora                                            |
| Két Fehér Renátó-dal                                                                      | 2022     | alt-cselló                                                        |
| Két kórus Kölcsey Ferenc verseire                                                         | 2001     |                                                                   |
| Lincoln Cantata                                                                           | 2009     |                                                                   |
| Media vita                                                                                | 2006     | alt szóló, vonószenekar                                           |
| Missa Brevis                                                                              | 2003     | nőikarra                                                          |
| Nyáresti madrigál                                                                         | 1985     | vegyeskarra                                                       |
| Öt Moholy-Nagy-dal                                                                        | 1999     | zongora, mezzo-szoprán                                            |
| Psalm 54 / 54. zsoltár                                                                    | 2014     | ifjúsági kórus                                                    |
| Salve Regina                                                                              | 2011     | vegyeskarra                                                       |
| Két motetta                                                                               | 1993     | kórusmű a cappella vegyeskarra                                    |
| Kécskei kecske                                                                            | 2012     | vegyeskarra                                                       |
| Ómagyar Mária-siralom                                                                     | 2006     | szoprán szóló, vonószenekar                                       |
| Psalm 3                                                                                   | 2014     | ifjúsági kórus                                                    |
| Tavasz van, Andók Veronika versére                                                        | 2014     | gyermekkar                                                        |
| Te Deum                                                                                   | 2006     | szoprán, mezzo, tenor, baritone szóló és zenekar                  |
| Tutti li miei penser parlan d’Amore                                                       | 2015     | nőikarra                                                          |
| Zsarnokság Illyés Gyula versére                                                           | 2022     | narrátor-zongora                                                  |
|                                                                                           |          |                                                                   |

#### Operák
| Műcím              | bemutató | egyéb információ                                                           |
| ------------------ | -------- | -------------------------------------------------------------------------- |
| Excelsior!         | 2010     | Papp András librettója, Liszt Ferenc életrajza alapján                     |
| A megmentett város | 1999     | opera egy felvonásban Eörsi István librettója alapján                      |
| Benedek játék      | 2000     | gyermekopera, Kroó András ötlete alapján                                   |
| Egy anya története | 2005     | opera H.C.Andersen meséje alapján                                          |
| Római láz          | 1992     | egyfelvonásos kamaraopera Edith Wharton Roman Fever című novellája alapján |
|                    |          |                                                                            |

### Színházi zenék
| Előadás címe                   | bemutató | rendező        | színház                                  |
| ------------------------------ | -------- | -------------- | ---------------------------------------- |
| Szürke Galamb                  | 2019     | Gothár Péter   | Katona József Színház, Budapest          |
| A mizantróp                    | 2008     | Gothár Péter   | Örkény Színház, Budapest                 |
| A pamutbársony nyuszi          | 1991     | Chuck Drury    | Patrick O’Malley Theatre, Chicago IL USA |
| A trakhiszi nők                | 2007     | Gothár Péter   | Katona József Színház, Budapest          |
| Amphytron                      | 2008     | Gothár Péter   | Csiky Gergely Színház, Kaposvár          |
| Csillagfiú                     | 2008     | Tengely Gábor  | Budapest Bábszínház, Budapest            |
| Golden Dragon                  | 2010     | Gothár Péter   | Katona József Színház, Budapest          |
| Háztűznéző                     | 2007     | Gothár Péter   | Ódry Színpad, Budapest                   |
| Ivanovék karácsonya            | 2007     | Gothár Péter   | Katona József Színház, Budapest          |
| Kazamaták                      | 2006     | Gothár Péter   | Katona József Színház, Budapest          |
| Kutyakeringő                   | 2009     | Gothár Péter   | Katona József Színház, Budapest          |
| Vakond                         | 2009     | Gothár Péter   | Katona József Színház, Budapest          |
| Szürke Galamb                  | 2019     | Gothár Péter   | Katona József Színház, Budapest          |
| Lót – Szodomában kövérebb a fű | 2019     | Kovalik Balázs | Radnóti Miklós Színház, Budapest         |
| A mizantróp                    | 2008     | Gothár Péter   | Örkény Színház, Budapest                 |
| A pamutbársony nyuszi          | 1991     | Chuck Drury    | Patrick O’Malley Theatre, Chicago IL USA |
| A trakhiszi nők                | 2007     | Gothár Péter   | Katona József Színház, Budapest          |
| Amphytron                      | 2008     | Gothár Péter   | Csiky Gergely Színház, Kaposvár          |
| Csillagfiú                     | 2008     | Tengely Gábor  | Budapest Bábszínház, Budapest            |
| Golden Dragon                  | 2010     | Gothár Péter   | Katona József Színház, Budapest          |
| Háztűznéző                     | 2007     | Gothár Péter   | Ódry Színpad, Budapest                   |
| Ivanovék karácsonya            | 2007     | Gothár Péter   | Katona József Színház, Budapest          |
| Kazamaták                      | 2006     | Gothár Péter   | Katona József Színház, Budapest          |
| Kutyakeringő                   | 2009     | Gothár Péter   | Katona József Színház, Budapest          |
| Vakond                         | 2009     | Gothár Péter   | Katona József Színház, Budapest          |
|                                |          |                |                                          |

### Szólóhang(ok)ra, -hangszer(ek)re
| Műcím                                    | bemutató | egyéb információ                                             |
| ---------------------------------------- | -------- | ------------------------------------------------------------ |
| 134. zsoltár                             | 2019     | orgona                                                       |
| A rózsafa dala                           | 2022     | gitár                                                        |
| In nomine                                | 2020     | orgona                                                       |
| Omage a F. Liszt                         | 2021     | orgona                                                       |
| Pensieroso                               | 2021     | orgona                                                       |
| Sortie                                   | 2021     | orgona                                                       |
| 148. zsoltár                             | 1997     | bariton, orgona                                              |
| Három dal Csokonai Vitéz Mihály verseire | 2017     | szopránhang, zongora                                         |
| Három dal Petőfi Sándor verseire         | 2002     | szopránhang, zongora                                         |
| Két dal Szabó Lőrinc verseire verseire   | 1984     | zongora, bariton                                             |
| Két Parti Nagy dal                       | 2000     | cimbalom, alt                                                |
| Pósa Lajos-dalok                         | 2021     | mezzo-szoprán, zongora                                       |
| Tudom, mi tejben a légy                  | 1988     | basszushang, zongora                                         |
| Elégia – In memoriam Szenes Hanna        | 1997     | kantáta szoprán- és baritonszóló, vegyeskar és kamarazenekar |
| Bolero                                   | 1990     | orgona                                                       |
| Folkhorn (Kürtballada)                   | 2012     | szólókürt                                                    |
| Fúga-félék                               | 1991     | zongora                                                      |
| Funk                                     | 2001     | basszus harsona                                              |
| Golden Bird variációk tenor harsonára    | 1996     | tenorharsona                                                 |
| Három interlude                          | 1993     | orgona                                                       |
| Három rövid darab                        | 1993     | oboa                                                         |
| Két hezitáció                            | 1995     | zongora                                                      |
| Parlato tenor harsonára                  | 2001     | szóló-harsona                                                |
| Pulsus ütőhangszerekre                   | 1985     | ütőhangszerek, egy előadó                                    |
| Solo nagybőgőre                          | 1988     | nagybőgő                                                     |
| Suraki klarinétra                        | 1995     | klarinét                                                     |
|                                          |          |                                                              |

### Zenekari művek
| Műcím              | bemutató  | egyéb információ                             |
| ------------------ | --------- | -------------------------------------------- |
| Ares               | 2023      | szimfonikus zenekarra                        |
| Az én szerelmem    | 2015      | zenekarra                                    |
| Cupido Symphony    | 2012      | szimfonikus zenekarra                        |
| Bőgőverseny        | 1989      | nagybőgőre és zenekarra (zongorára)          |
| Csárdás            | 2001      | vonószenekar klarinét szólóval               |
| Divertimento       | 2003      | vonószenekarra                               |
| Excelsior! szvit   | 2012      | szimfonikus zenekarra                        |
| Fagottverseny      | 2019      | fagottra és zenekarra                        |
| Lírikus szimfónia  | 2004      | zenekarra                                    |
| Oboaverseny        | 2022      | oboára és zenekarra                          |
| A Vörös szoba álma | 2014      | zongoraverseny zongorára és zenekarra        |
| Kalocsai képek     | 2013/2014 | zenekarra                                    |
| Csellóverseny      | 2017      | versenymű csellóra és zenekarra              |
| Fuvolaverseny      | 2022      | versenymű fuvolára és vonószenekarra         |
| Hárfaverseny       | 2018      | versenymű hárfára és vonószenekarra          |
| Harsonaverseny     | 2003      | versenymű harsonára és zenekarra (zongorára) |
| Nagybőgőverseny    | 1989      | versenymű                                    |
|                    |           |                                              |

### Filmzene
| Filmcím      | rendező      | nemzetiség, műfaj | bemutató |
| ------------ | ------------ | ----------------- | -------- |
| Tanúvallomás | Gothár Péter | magyar tévéfilm   | 2008     |
|              |              |                   |          |

## Diszkográfia
- Fiatal zeneszerzők csoportja: Antológia 2. LP (Young Composer's Group, Anthology 2.; Hungaroton 1988)
- Fekete Gyula: Római láz; Elégia (Roman Fever; Elegia;	Hungaroton 2000)
- Szent és profán – kortárs magyar kórusantológia (Sacred & Profane – Hungarian Contemporary Choral Antology; Hungaroton 2003)
- Levente Puskás, Judit Váradi: Saxon (Magánkiadás 2015)

## Díjai, kitüntetései
- Zeneszerző és zeneíró kategória Kóta-díj 2019[20]
- Bartók Béla–Pásztory Ditta-díj, 2011
- Az év komolyzenei műve Artisjus-díj, 2003[21]
- Erkel Ferenc-díj, 2001
- Eötvös-ösztöndíj (a párizsi IRCAM(wd) akusztikus és zenei kutatóintézet kurzusainak látogatására) 2001
- Egyfelvonásos kategória győztese a Milleniumi Emlékbizottság és a Magyar Állami operaház által kiírt operapályázaton, 1999
- Római Magyar Akadémia ösztöndíja, 1999
- Doctoral Degree kitüntetéssel, Northwestern University, 1996
- Faricy Zeneszerzői Díj, Northwestern University, 1996
- Philip and Ruby Danielson Díj – zenei munkásságért, Northwestern University, 1994
- Kincses Zeneszerzői Díj, 1987